# Penthema merguia
Penthema merguia är en fjärilsart som beskrevs av Evans 1924. Penthema merguia ingår i släktet Penthema och familjen praktfjärilar. Inga underarter finns listade i Catalogue of Life.